# ميشائيل بارينسين
ميشائيل بارينسين (بالألمانية: Michael Parensen)‏ (24 يونيو 1986 بباد دربورغ في ألمانيا - ) هو لاعب كرة قدم ألماني في مركز الدفاع. شارك مع منتخب ألمانيا تحت 16 سنة لكرة القدم ومنتخب ألمانيا تحت 17 سنة لكرة القدم ومنتخب ألمانيا لكرة القدم تحت 18 سنة. أما مع النوادي، فقد لعب مع بوروسيا دورتموند 2 ونادي كولن ويونيون برلين ونادي كولن 2 ‏.

## وصلات خارجية
- ميشائيل بارينسين على موقع قاعدة بيانات كرة القدم.إي يو (الإنجليزية)
- ميشائيل بارينسين على موقع بيانات كرة القدم. دي إي (الألمانية)
- ميشائيل بارينسين على موقع Soccerway.com (الإنجليزية)
- ميشائيل بارينسين على موقع عالم كرة القدم.نت (الإنجليزية)